# Акваланг

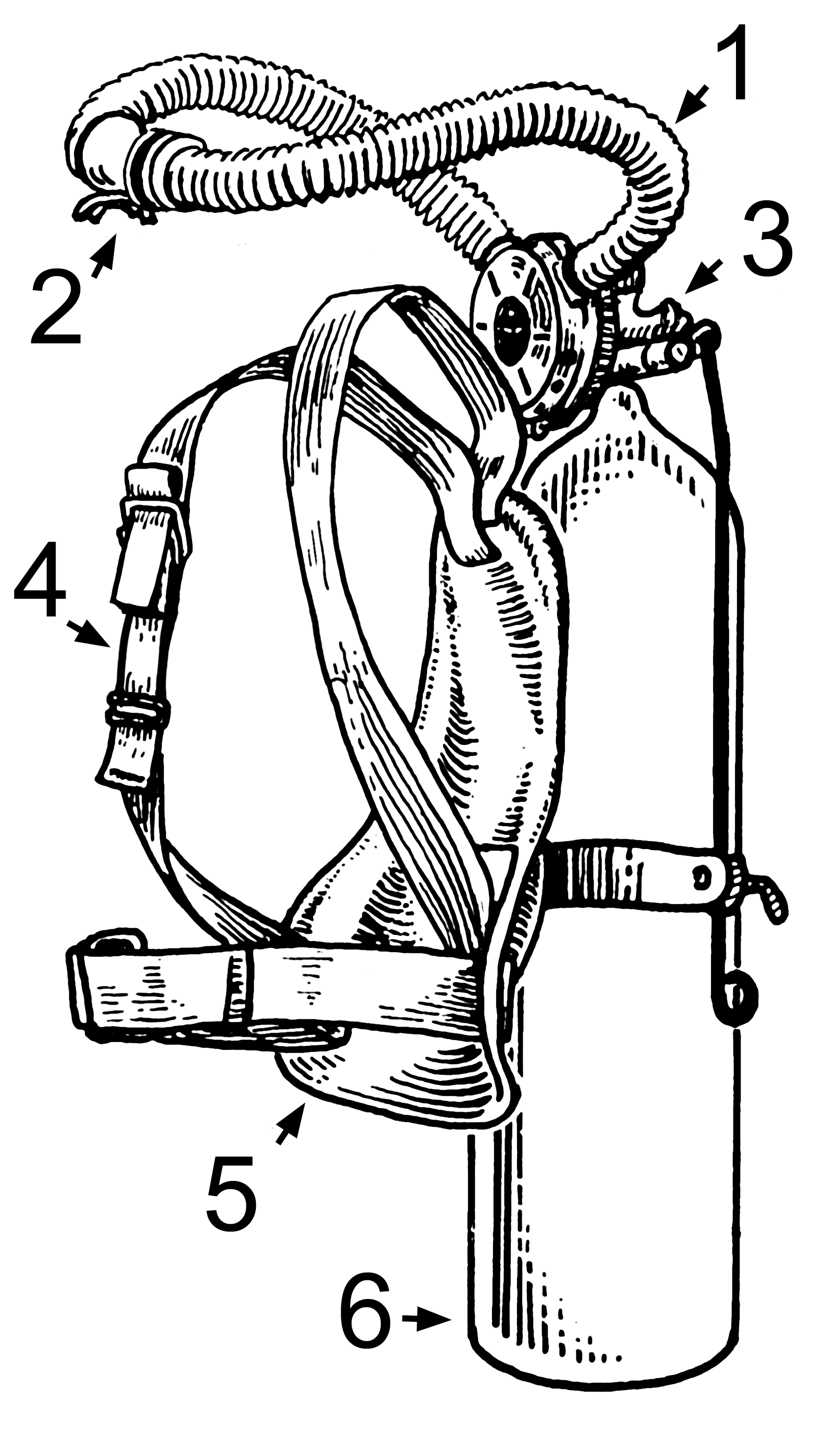
Акваланг. 1 — Шланг, 2- Мундштук (загубник); 3 — Клапан (редуктор); 4 — Наплічні ремені; 5 — Наспинний щиток; 6 — Резервуар (газовий балон)

Аквала́нг (від лат. aqua — вода та англ. lung — легеня), також ску́ба (англ. SCUBA, Self-contained underwater breathing apparatus, автономний апарат для дихання під водою) — легке водолазне спорядження, що дозволяє занурюватися на глибини до трьохсот метрів.
Акваланг використовують у підводному спорті, для рятувальних робіт, підводних досліджень, фото- та кінознімання тощо.

## Опис
Складається з автомата, що регулює видихання і надходження повітря відповідно до тиску навколишнього середовища, балонів зі стисненим повітрям, загубника та гнучких з'єднувальних шлангів. Зазвичай укріплюється на спині ременями.
Сучасні акваланги бувають двох видів:
- акваланги відкритого циклу дихання, в яких видихуване повітря не повертається у контур
- акваланги закритого циклу дихання, в яких повітря або інший газ для дихання, що видихається, повертається у контур і після поглинання вуглекислоти та збагачення киснем, знову використовують для дихання. Ці системи широко використовували, переважно військові, до появи аквалангів відкритого циклу.

Сучасні акваланги також комплектуються компенсаторами плавучості. Системи з закритим циклом дихання використовують розвинені електронні методи моніторингу та контролю складу дихального газу.

## Історія
1878 Генрі Флюсс винайшов перший успішно випробуваний підводний апарат із замкнутою схемою дихання, наповнений чистим киснем. Однак використання цього пристрою було небезпечним у зв’язку з токсичністю чистого кисню для нервових клітин людського організму.
На початку 20 ст. вдосконалено регулятор постачання кисню й виготовлено балони, здатні витримувати тиск газу до 200 атмосфер.
1943 французькі науковці Жак-Ів Кусто й Еміль Ганьян винайшли перший безпечний і ефективний апарат для дихання під водою, який надалі успішно використовували для занурення на глибину. За умови дотримання правил безпеки занурення не мало жодних шкідливих наслідків для пірнальника.
Первісно назва «акваланг» позначала марку апаратів для підводного дихання, виготовлених компанією «Aqua Lung». Загальновживаною назвою для класу апаратів це слово стало тільки на території колишнього СРСР. Жак-Ів Кусто та Еміль Ганьян використовували назву «автономний скафандр» (фр. «le scaphandre autonome»), і саме вона застосовується на позначення акваланга у французькій мові. 